# تطبيق السحابة المحلية
تطبيق السحابة المحلية (Native Cloud Application) ويرمز لها بـ(NCA) ويقصد بها برامج الحاسوب التي تستخدم خدمات محلية والبنية التحتية المقدمة من قبل موفري الحوسبة السحابية مثل أمازون إي سي 2 أو سيلز فورس. تعرض NCA استخدام مشترك للتقنيات التثلاث التالية:
- حوسبة شبكية (مثل نموذج الهيكلة والتجميع [1])
- شبكة البيانات (مثل توزيع بيانات الذاكرة في الذاكرة المؤقتة)
- إتزان تلقائي على أي أي بنية تحتية مدارة